# Skylloura
Skylloura (em grego:  Σκυλλούρα) é uma vila localizada no distrito de Nicósia, Chipre. De acordo com o censo de 2011, sua população era de 953 habitantes. Atualmente sob controle do Chipre do Norte.